# SS Coptic (1881)
SS Coptic foi um navio a vapor construído em 1881 por Harland and Wolff, e inicialmente operado pela White Star Line.

## História
Coptic foi construído pelo estaleiro Harland and Wolff, em Belfast, para o serviço da White Star Line. Seu lançamento ocorreu no dia 10 de agosto de 1881, sendo entregue aos proprietários no dia 9 de novembro. Sua viagem inaugural ocorreu no dia 16 de novembro, em uma viagem de Liverpool a Nova Iorque, sob comando do capitão Edward Smith. No dia 11 de março de 1882, ele partiu de Liverpool para Hong Kong pelo Canal de Suez, sendo posteriormente fretado pela Occidental & Oriental Steamship Company, prestando serviços entre São Francisco e a China. Após a Occidental & Oriental receber seus novos navios, Coptic foi brevemente fretado pela New Zealand Shipping Co, enquanto seus navios ainda estavam em construção.
Em 1884, ele foi fretado pela Shaw, Savill & Company, realizando serviços entre Liverpool e Nova Iorque, sendo equipado com 750 toneladas de capacidade frigorífica, mantendo o equipamento de refrigeração para o transporte de carne da Nova Zelândia.
Sob comando do capitão Edward Smith em dezembro de 1890 (que mais tarde seria o capitão do famoso RMS Titanic), ele encalhou no litoral do Rio de Janeiro quando estava prestes a voltar para Plymouth. Seus compartimentos foram inundados, sendo reparados por engenheiros locais. No final de 1894, seus motores compostos foram substituídos pela Harland and Wolff, adicionando motores de expansão tripla, com novas caldeiras. Suas acomodações foram modernizadas e sua chaminé aumentada. No início de 1895, ele foi novamente fretado pela Occidental & Oriental Steamship Company, servindo entre São Francisco e Extremo Oriente. Em setembro de 1898, ele colidiu no porto de Kobe com o navio Minatogawa Maru, contrariando várias de suas placas do casco, além de torcer a proa. Em fevereiro de 1898, ele sofreu danos consideráveis após ser pego por um Ciclone tropical. Após reparos temporários em Yokohama, ele foi transferido para Hong Kong, onde vários pavimentos foram removidos e reconstruídos. No dia 12 de setembro de 1900, ele encalhou novamente em Shimonoseki, mas não sofreu nenhum dano.
No dia 5 de junho de 1898, o capitão Charles V. Gridley faleceu de causas naturais a bordo do Coptic, enquanto esteve em Kōbe, no Japão. O capitão havia sido destituído no comando do USS Olympia, após uma Batalha de Manila bem-sucedida no dia 1 de maio de 1898. Infelizmente, o calor e estresse da batalha fez com sua saúde deteriorasse rapidamente. Seu corpo foi enterrado em sua cidade natal, Erie (Pensilvânia).
Ele fez sua última viagem pela Occidental and Oriental no dia 30 de outubro de 1906, partindo de São Francisco. Em dezembro, ele foi vendido para a American Pacific Mail Steamship Company, que o renomeou de Persia, mas permaneceu servindo entre São Francisco e o Extremo Oriente. Depois de uma remodelação em 1911, o navio foi vendido novamente em 1915 para a Oriental Steam Ship Co, uma companhia de Yokohama, sendo renomeado de Persia Maru. Ele continuou operando até o ano de 1922, quando ele foi transferido para realizar rotas entre a Turquia e Holanda. Ele foi ancorado em Yokohama em dezembro de 1924, tendo seus acessórios leiloados. Em 1926, depois de uma carreira de 44 anos, Persia Maru foi desmontado em Osaka.